# Hadasz
Hadasz (חד"ש) – lewicowy front polityczny w Izraelu, składający się z Maki i innych mniejszych lewicowych ugrupowań, których członkami są w większości Arabowie. Hadasz to akronim hebrajskiego „Demokratyczny Front na rzecz Pokoju i Równości” (Hachazit Hademokratit leshalom uleshivyon – „החזית הדמוקרטית לשלום ולשוויון”, w języku arabskim al-dżabha al-dimukratijja lil-salam wa al-musawa – الجبهه الدمقراطية للسلام والمساواةا).
Większość wyborców Hadasz to Arabowie, stąd partia postrzegana jest jako arabska, pomimo iż jej wielokrotnym liderem był Żyd, Me’ir Wilner.

## Historia
Hadasz został utworzony podczas kadencji ósmego Knesetu, kiedy to do komunistycznej partii Rakach przyłączyło się kilka pozaparlamentarnych organizacji, między innymi Czarne Pantery oraz inne lewicowe, niekomunistyczne grupy niemające swojej reprezentacji w izbie. Pomimo tego, Rakah, która zmieniła w 1989 nazwę na Maki (hebrajski skrót oznaczający Izraelską Partię Komunistyczną), zachowała samodzielność wewnątrz nowego ugrupowania.
Podczas wyborów w 1996 roku, ugrupowanie startowało ze wspólnej listy z Baladem. Razem udało im się uzyskać 5 miejsc w parlamencie, ale podczas kadencji Knesetu miał miejsce rozłam, w wyniku którego Hadasz zachował 3 deputowanych. Przed wyborami w 2003 roku partia zawiązała ponownie porozumienie, tym razem z Ta’alem pod przywództwem Ahmada at-Tajjibiego. Lista zapewniła sobie 3 deputowanych, jednak powtórny rozłam doprowadził do tego, że Hadasz zachował tylko 2 mandaty parlamentarne.
W wyborach z 2006 Hadasz zdobył 3 miejsca w Knesecie (Muhammad Baraka, Hana Sweid, Dow Chenin). W wyniku przedterminowych wyborów parlamentarnych w lutym 2009 ugrupowanie powiększyło swój stan posiadania otrzymując 4 miejsca w Knesecie.
W wyborach parlamentarnych w kwietniu 2019 roku ugrupowanie wystartowało wspólnie z Arabskim Ruchem Odnowy (Ta’al) i zajęło 5. miejsce zdobywając 193 267 głosów (4,49%). Przełożyło się to na 6 mandatów w Knesecie XXI kadencji. Liderami listy byli Ajman Auda i Ahmad at-Tajjibi.

## Ideologia i postulaty

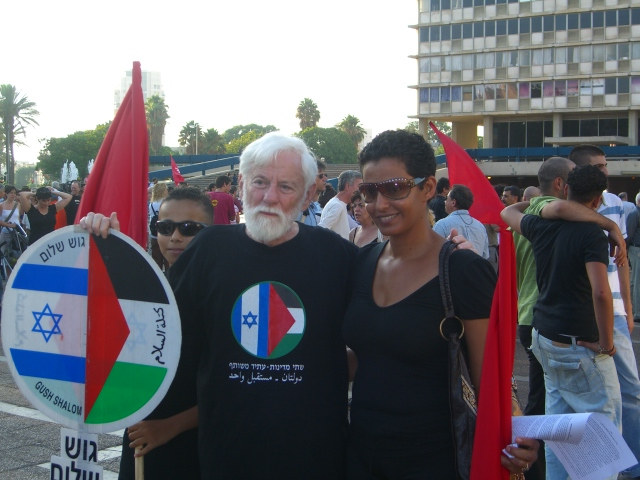
Protest zorganizowany przez Hadasz przeciwko wojnie w Libanie w 2006

Partia opowiada się za likwidacją wszelkich osiedli żydowskich na terenie Autonomii Palestyńskiej, jak również zupełnym wycofaniem sił izraelskich z terenów okupowanych, zajętych w wyniku wojny sześciodniowej w 1967. Hadasz postuluje także natychmiastowe utworzenie państwa palestyńskiego. Popiera także prawo do powrotu uchodźców palestyńskich do Izraela lub też wypłatę im odszkodowania przez rząd państwa żydowskiego. Ponadto partia znana jest ze swojego zaangażowania w kwestie socjalne i związane z ochroną środowiska.
Hadasz określa sam siebie jako partię niesyjonistyczną, propagującą marksistowski sprzeciw wobec nacjonalizmu. Wzywa także do uznania izraelskich Arabów za mniejszość narodową zamieszkującą Izrael.

## Wyniki wyborcze
| Wybory  | Liczba mandatów | Miejsce | Liczba głosów | Procent głosów |
| ------- | --------------- | ------- | ------------- | -------------- |
| 1977    | 5               | 5.      | 80 118        | 4,6%           |
| 1981    | 4               | 5.      | 64 918        | 3,4%           |
| 1984    | 4               | 5.      | 69 815        | 3,4%           |
| 1988    | 4               | 7.      | 84 032        | 3,7%           |
| 1992    | 3               | 8.      | 62 545        | 2,4%           |
| 1996    | 5               | 7.*     | 129 455       | 4,4%           |
| 1999    | 3               | 12.     | 87 022        | 2,6%           |
| 2003    | 3               | 9.**    | 93 819        | 2,98%          |
| 2006    | 3               | 11.     | 85 830        | 2,8%           |
| 2009    | 4               | 9.      | 112 130       | 3,3%           |
| 2013    | 4               | 10.     | 113 439       | 2,2%           |
| 2015    | 5               | 3.***   | 446 583       | 10,61%         |
| IV 2019 | 4               | 5.****  | 193 442       | 4,49%          |
| IX 2019 | 5               | 3.***   | 470 211       | 13%            |
| 2020    | 5               | 3.***   | 581 507       | 12,67%         |
| 2021    | 3               | 10.***  | 212,583       | 4,82%          |

* Wspólna lista Hadasz-Balad.

** Wspólna lista Hadasz-Ta’al.

*** W ramach koalicji Zjednoczona Lista.

Źródło danych: Oficjalna strona Knesetu.